# 威廉·约瑟夫·卡西

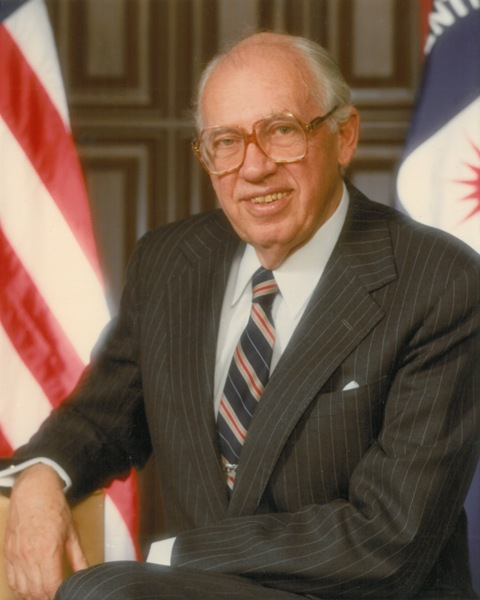
威廉·约瑟夫·卡西

威廉·约瑟夫·卡西（英語：William Joseph Casey，1913年3月13日—1987年5月6日），年轻时学习法律专业，二战期间曾在战略情报局工作，该机构即为后来中央情报局的前身。在1981年至1987年间，他担任第十一任中央情报局局长，在其任内发生了著名的伊朗门事件，他本人也席卷其中。1987年死于脑瘤，时年74岁。